# Любов, Михаил Фёдорович
Михаил Фёдорович Любов (13 ноября 1913, Глазовский уезд, Вятская губерния — 20 июля 1986, Артёмовск, Донецкая область) — старший лейтенант Советской Армии, участник Великой Отечественной войны, Герой Советского Союза (1943).

## Биография
Михаил Любов родился 13 ноября 1913 года в деревне Ложкино. После окончания пяти классов школы работал бухгалтером в леспромхозе в Пермской области, В 1936—1937 годах проходил службу в Рабоче-крестьянской Красной Армии. В феврале 1940 года Любов повторно был призван в армию. С июня 1941 года — на фронтах Великой Отечественной войны.
К октябрю 1943 года лейтенант Михаил Любов командовал стрелковой ротой 836-го стрелкового полка 240-й стрелковой дивизии 38-й армии Воронежского фронта. Отличился во время битвы за Днепр. 1 октября 1943 года рота Любова первой переправилась через Днепр в районе села Лютеж Вышгородского района Киевской области Украинской ССР и захватила плацдарм на его западном берегу, а затем захватило важную высоту, отразив ряд немецких контратак.
Указом Президиума Верховного Совета СССР от 13 ноября 1943 года за «образцовое выполнение боевых заданий командования на фронте борьбы с немецкими захватчиками и проявленные при этом мужество и героизм» лейтенант Михаил Любов был удостоен высокого звания Героя Советского Союза с вручением ордена Ленина и медали «Золотая Звезда» за номером 6979.
В 1946 году в звании старшего лейтенанта Любов был уволен в запас. Проживал и работал в городе Артёмовске Донецкой области. Скончался 20 июля 1986 года.

## Награды
- Герой Советского Союза (орден Ленина и медаль «Золотая Звезда»; 13.11.1943)[4];
- орден Богдана Хмельницкого 3-й степени (23.12.1943)[5];
- орден Красного Знамени (11.08.1944)[6];
- орден Отечественной войны 1-й (6.4.1985[7]) и 2-й (10.5.1945[8]) степеней;
- медали[3].

## Комментарии
1. ↑  Деревня Ложкино (Лошкинский, Ложкинский, Ложкино, Ложкинцы), относившаяся к Ухтымской волости Глазовского, с 1921 — Нолинского уезда, в последующем входила в состав Спасского сельсовета Богородского района Кировской области; упразднена 22.10.1984[2].